# シュウ酸ネプツニウム
シュウ酸ネプツニウム(Neptunium (IV) oxalate)は、ネプツニウムとシュウ酸の塩で、化学式はNp(C2O4)2である。水にわずかに溶け、緑色の結晶性水和物を形成する。

## 合成
シュウ酸ネプツニウムは、ネプツニウム(IV)溶液のシュウ酸沈殿によって形成される。
{\displaystyle {\mathsf {NpCl_{4}+2H_{2}C_{2}O_{4}\ {\xrightarrow {}}\ Np(C_{2}O_{4})_{2}\cdot 6H_{2}O\downarrow +4HCl}}}

## 物理的性質
Np(C2O4)2 • 6H2Oの組成を持つ緑色の結晶性水和物を形成する。
アセトンには不溶で、水にはわずかに溶ける。

## 化学的性質
加熱すると分解する。
{\displaystyle {\mathsf {Np(C_{2}O_{4})_{2}\ {\xrightarrow {400^{o}C}}\ NpO_{2}+2CO_{2}+2CO}}}

## 利用
ネプツニウム精製における中間生成物として利用される。